# Mai Shiraishi
Mai Shiraishi (白石 麻衣 Shiraishi Mai?,  Prefectura de Gunma, Japón, 20 de agosto de 1992) es una idol, cantante, modelo y actriz japonesa. Shiraishi fue miembro del grupo de pop femenino Nogizaka46.

## Carrera
Después de graduarse de la escuela secundaria, Shiraishi continuó sus estudios en una escuela de música puesto que deseaba ser cantante. Más adelante, uno de sus profesores le sugirió que hiciera una audición para intentar unirse al grupo Nogizaka46. Su carrera como idol comenzó cuando fue aceptada como una de los treinta y seis miembros de la primera generación de dicho grupo, el 21 de agosto de 2011. También fue una de las elegidas para participar en la canción debut del grupo, Guruguru Curtain, lanzada el 22 de febrero de 2012. En el segundo single, Oide Shampoo, Shiraishi fue nuevamente elegida para colaborar en este. El 8 de noviembre de 2012, hizo su debut como modelo en la pasarela del evento de moda GirlsAward 2012 en la colección de Otoño/Invierno junto a Nanase Nishino, otra miembro de Nogizaka46.
Shiraishi logró más reconocimiento público al aparecer en el programa de medianoche Count Down TV en 2013, así como también el espectáculo Uma Zuki!. También es presentadora en el espectáculo de variedades Bachi Bachi Elekiteru desde el 16 de abril de 2013. En marzo, se convirtió en la modelo más joven en aparecer en la revista de moda femenina Ray. Shiraishi ha dicho amar el mundo de la moda y ha declarado que una vez soñó con convertirse en modelo durante sus años de escuela secundaria. Para el sexto sencillo del grupo, Girl's Rule, Shiraishi fue seleccionada para aparecer en el centro de la coreografía por primera vez. El sencillo vendió 452,310 copias, lo que significó un considerable aumento de 140,000 copias en comparación con su quinto sencillo.
El 17 de diciembre, Shiraishi celebró un evento de lanzamiento de su primer libro de fotos, Seijun na Otona Shiraishi Mai, siendo el primer miembro de Nogizaka46 en lanzar un álbum en solitario. También lanzó un segundo álbum de fotos, MAI STYLE, el 23 de enero de 2015. Ocupó el cuarto lugar en el ranking general de Oricon y el primero en la categoría de álbumes de fotos, vendiendo 19,000 copias en su primera semana. En septiembre de 2016, Shiraishi interpretó un papel secundario en la película Ushijima the Loan Shark 3.

## Filmografía

### Televisión
- Kamen Teacher (NTV, 2014) como Akari Hayase
- Hatsumori Bemars (TV Tokyo, 2015) como Kirei
- Honto ni Atta Kowai Hanashi Natsu no Tokubetsu-hen 2016 - Mou Hitori no Elevator (Fuji TV, 2016)
- Kyabasuka Gakuen (NTV, 2016 — 2017)

### Películas
- Bad Boys (2013) como Nao Masaki
- Ushijima the Loan Shark 3 (2016) como Rina Asō
- Asahinagu (2017) como Maharu Miyaji

### Show de variedades
- Umazuki! (Fuji TV, 5 de enero de 2013 — 24 de diciembre de 2016), presentadora
- Bachi Bachi Elekiteru (Fuji TV, 16 de abril de 2013 — 17 de septiembre de 2013), presentadora
- UmazuKingdom (Fuji TV, 7 de enero de 2017 — presente), presenadora

### Comerciales
- Sony Music Distribution - ForTUNE Music (2013)
- L'est Rose (2013)
- Samantha Thavasa - Samantha Tiara 2013 Christmas Jewelry (2013)
- Dariya - Palty (2015)
- Mouse Computer Japan (2017)
- 77 Bank CM「七十七銀行」 (2017)

### Photobooks
- Kikan Nogizaka vol.2 Shoka (Tokyo News Service, 12 de junio de 2014)
- Mai Style (Shufunotomo, 23 de enero de 2015)
- Passport (Kodansha, 7 de febrero de 2017)

### Revistas
- Larme, Tokuma Shoten, desde 2012.
- Ray, Shufunotomo, desde 2013.